# Мамлютка
Мамлю́тка (каз. Мамлют) — місто, центр Мамлютського району Північноказахстанської області Казахстану. Адміністративний центр та єдиний населений пункт Мамлютської міської адміністрації.

## Історія
Населений пункт засновано 1892 року.
9 червня 1940 року населений пункт при залізничній станції Мамлютка отримав статус селища міського типу.
25 червня 1969 року смт Мамлютка отримало статус міста районного підпорядкування.

## Населення
Населення — 7116 осіб (2021; 7478 у 2009, 9108 у 1999, 11539 у 1989).